# Cattedrale dell'Epifania in Elochovo
La cattedrale dell'Epifania in Elochovo (in russo Богоявленский собор в Елохове?, Bogojavlenskij sobor v Elochove), ufficialmente cattedrale dell'Epifania del Signore in Elochovo (in russo Кафедральный собор Богоявления Господня в Елохове?, Kafedralʾnyj sobor Bogojavlenija v Elochove), è una delle cattedrali di Mosca. Dal 1938 al 1991 fu la chiesa del patriarca di Mosca e di tutte le Russie. Mentre l'altare maggiore dell'edificio è dedicato alla festività dell'Epifania, le due cappelle laterali sono consacrate in onore di San Nicola e della festività dell'Annunciazione. È sita presso il quartiere Basmannyj, nel distretto centrale della capitale russa.

## Storia e descrizione
La prima chiesa del villaggio di Elochovo, nei pressi di Mosca, fu costruita tra il 1722 ed il 1731 per volere della zarevna Praskov'ja Ivanova. Fu qui che nel 1799 ricevette il battesimo lo scrittore Aleksandr Puškin. L'attuale struttura vide invece la luce tra il 1837 ed il 1845, per opera dell'architetto Evgraf Tjurin, secondo i canoni del neoclassicismo, in pieno Stile Impero con l'aggiunta di alcuni caratteri tipicamente eclettici. La consacrazione del tempio avvenne il 18 ottobre 1853, ad opera del metropolita di Mosca Filarete. La chiesa fu parzialmente restaurata nel 1912 e nel 1929.
Durante il periodo sovietico la chiesa rischiò più volte di essere chiusa, anche se ciò fu sempre evitato. Essa acquisì una crescente importanza dal 1933, anno in cui il metropolita e locum tenens patriarcale Sergio si stabilì nelle sue vicinanze. Dopo la chiusura delle chiese del Cremlino e la distruzione della cattedrale di Cristo Salvatore e di quella di Dorogomilovo, nel 1938 la cattedrale dell'Epifania in Elochovo divenne la principale chiesa di Mosca in ragione delle sue dimensioni. Fu sede della cerimonia di intronizzazione dei patriarchi Sergio (1943), Alessio I (1945), Pimen (1971) ed Alessio II (1990). Negli anni settanta fu soggetta ad un nuovo restauro, con l'espansione dell'altare maggiore, la ritintura delle cupole e alcune nuove costruzioni.
In essa sono sepolti i defunti patriarchi Sergio ed Alessio II, nonché le reliquie di Sant'Alessio di Mosca, traslate dal monastero di Čudov nel 1947.

## Galleria d'immagini

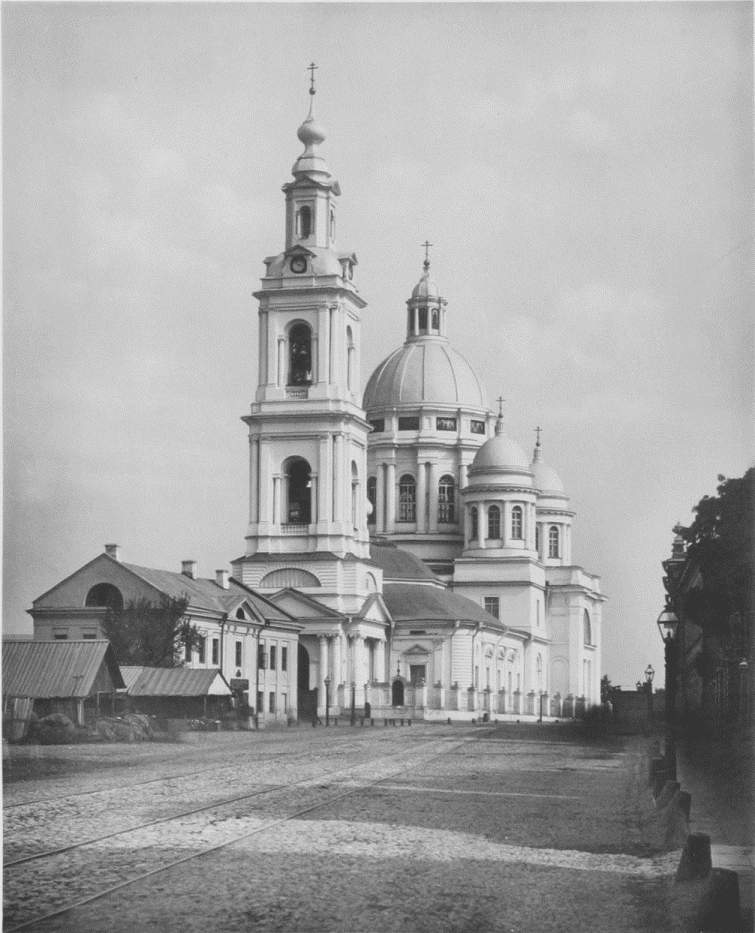
Cattedrale dell'Epifania in una foto del 1882

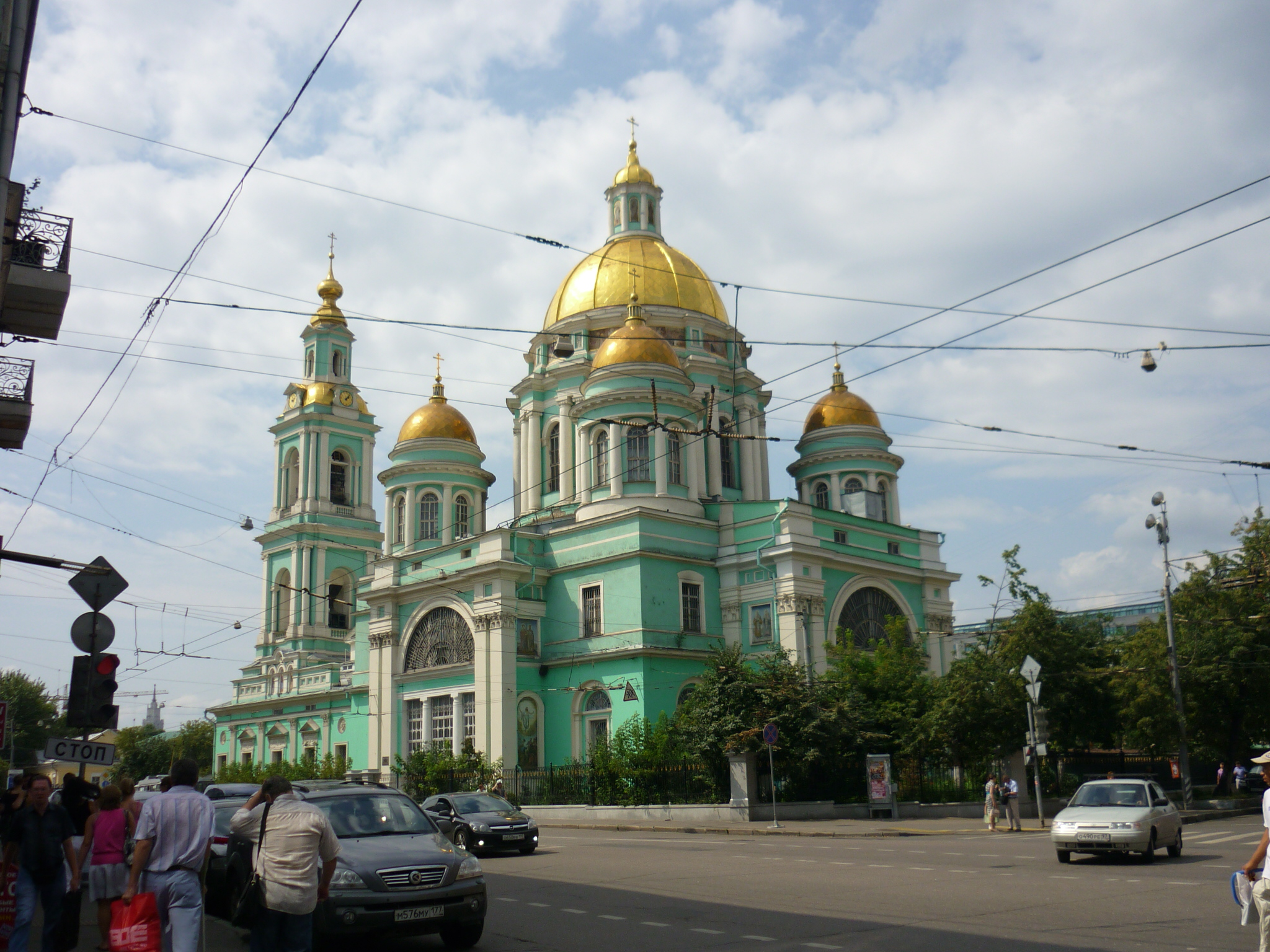
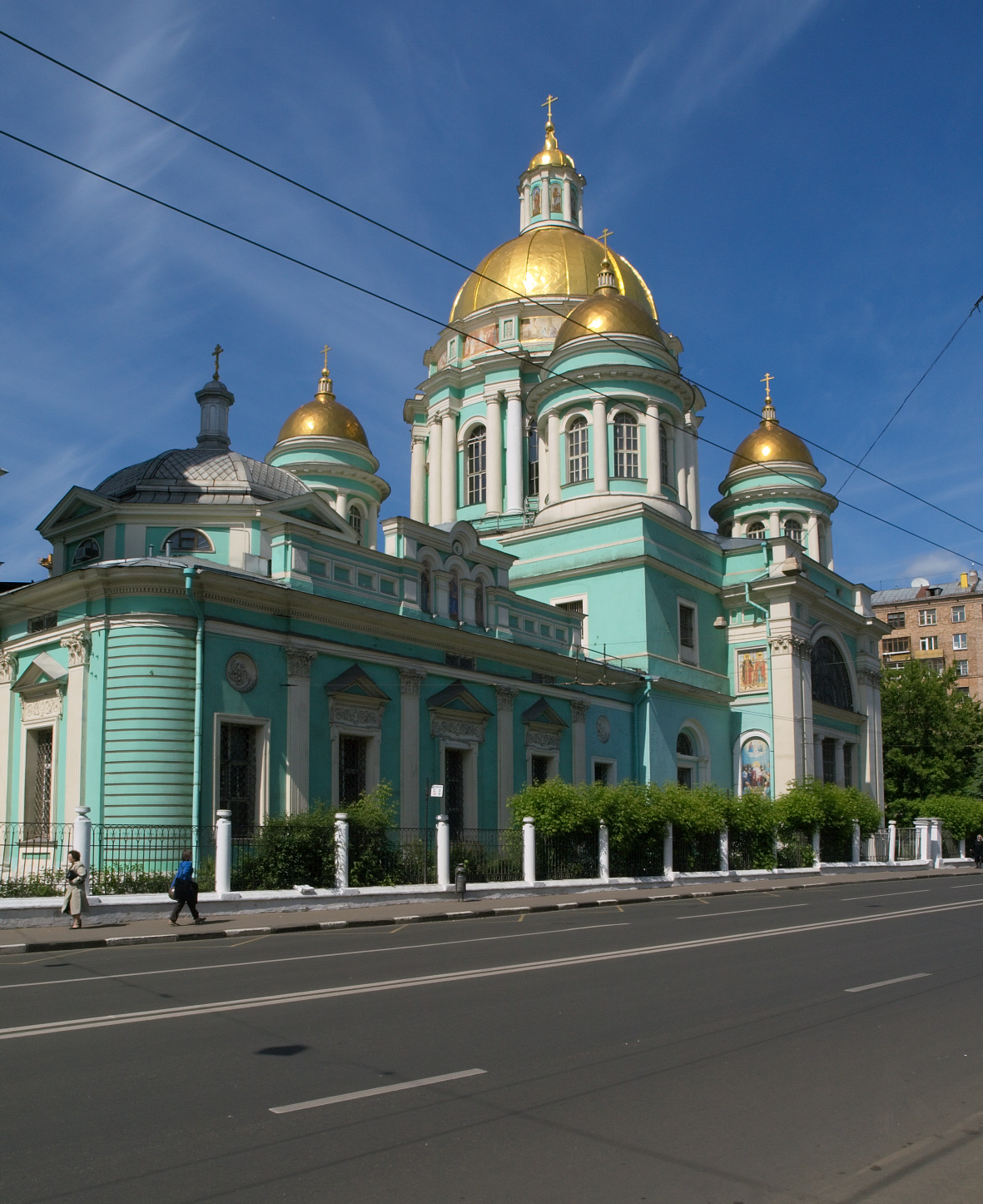
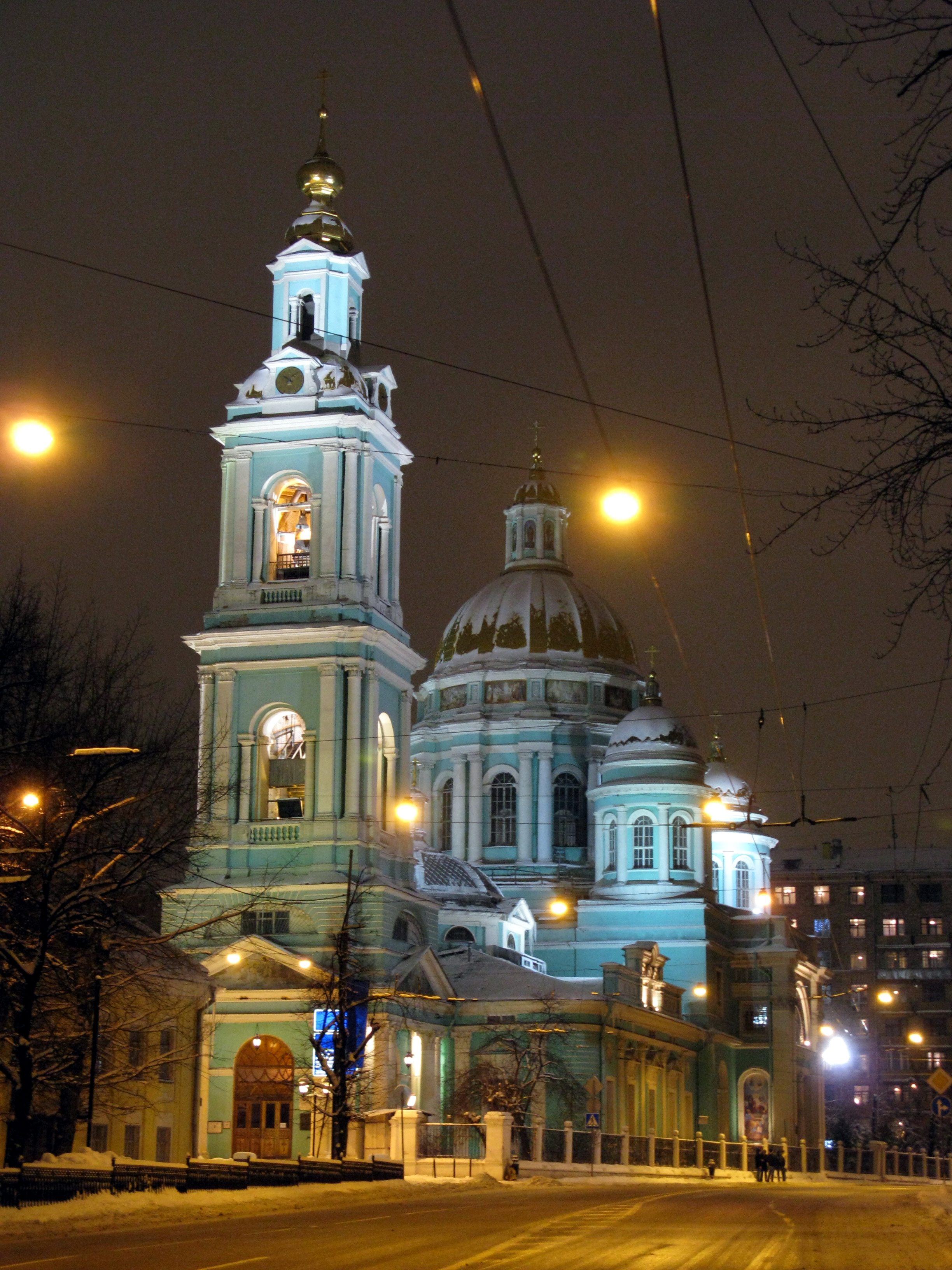
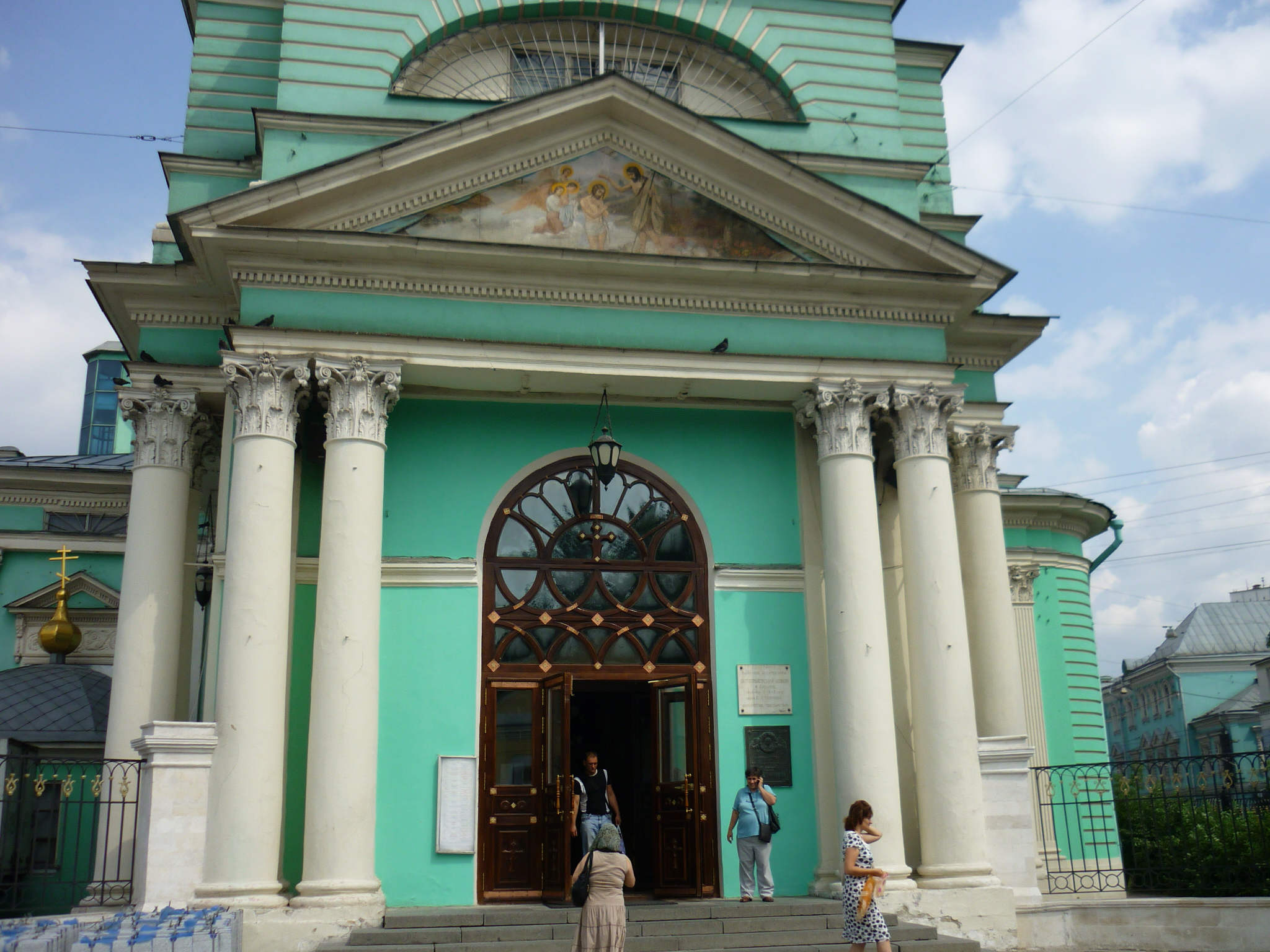
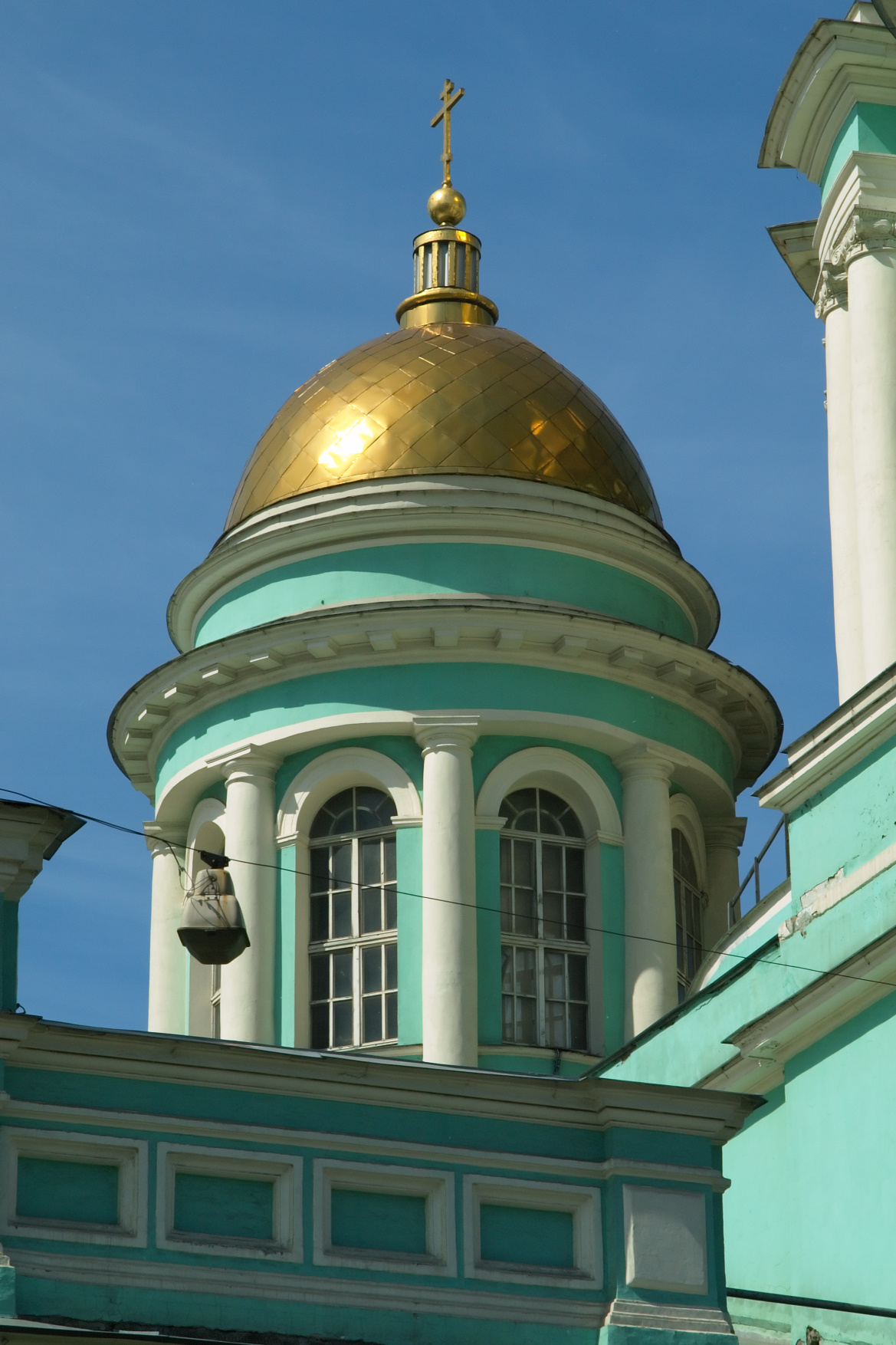
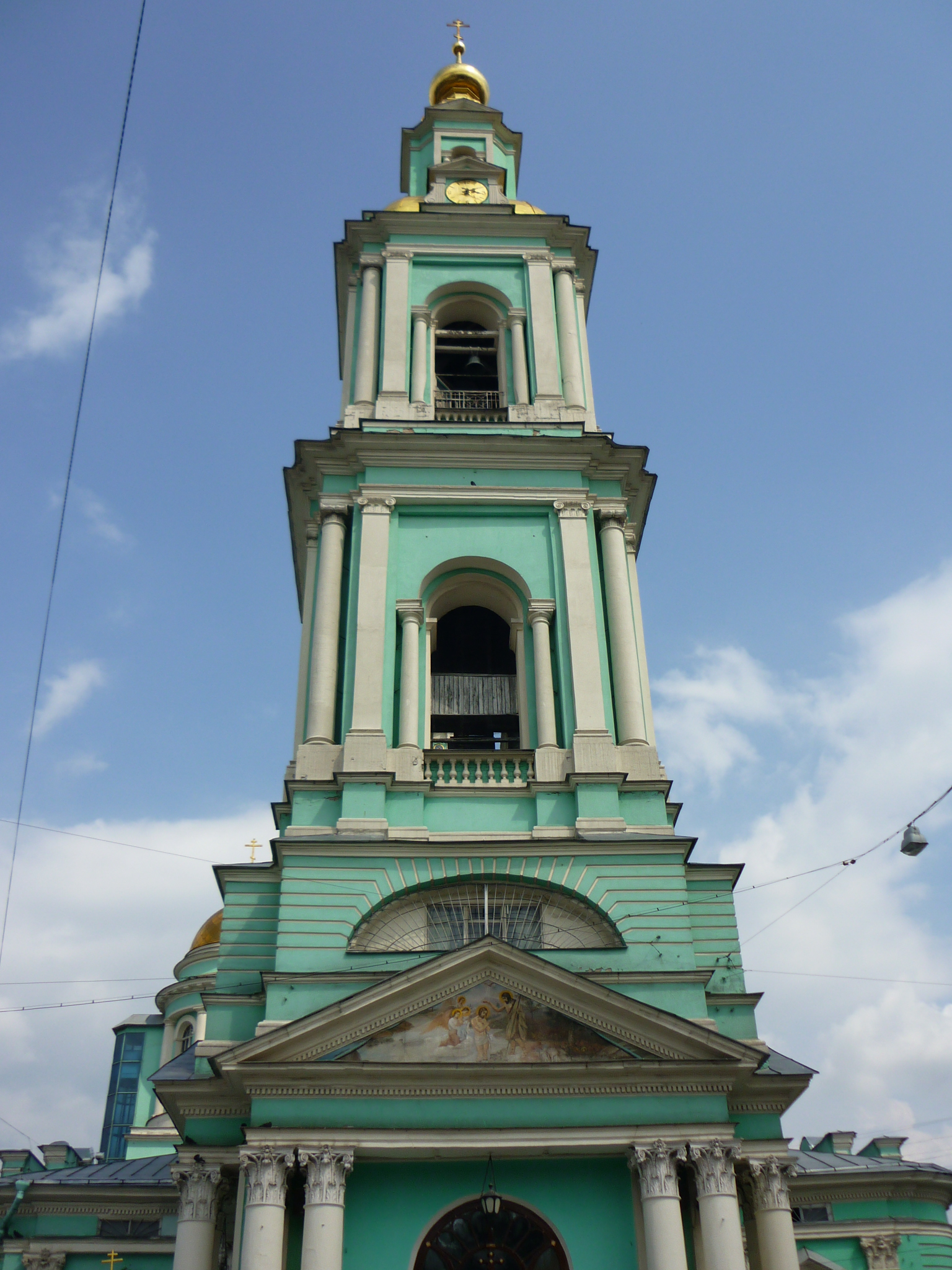